# Kampfgeschwader 40
La Kampfgeschwader 40 (KG 40) (40e escadron de bombardiers) est une unité de bombardiers de la Luftwaffe pendant la Seconde Guerre mondiale. 

## Opérations
Le KG 40 a opéré sur des bombardiers Heinkel 111H, Focke-Wulf Fw 200C, Dornier Do 217, Messerschmitt Me 410, Junkers Ju 88A et Heinkel He 177.
Durant la durée du conflit, l'unité a été subordonné à :
- 9. Flieger-Division
- IX. Fliegerkorps
- X. Fliegerkorps
- Fliegerführer Atlantik
- Fliegerführer Nord (West)
- Luftflotte 5
- Luftflotte 10
- Luftflotte Reich

## Organisation

### Stab. Gruppe
Formé en juillet 1940 à Bordeaux-Mérignac (Gironde). Le 22 décembre 1940, il est renommé Stab/KG 28.

Reformé le 1er avril 1941 à la base aérienne de Bordeaux-Mérignac. En octobre 1944, le Stab./KG 40 est transféré en Allemagne et commence sa conversion sur les chasseurs à réactions Messerschmitt Me 262.

Le Stab./KG 40 est dissous le 2 février 1945. 
Geschwaderkommodore (Commandant de l'escadron) :
| Début            | Fin                | Grade          | Nom                |
| ---------------- | ------------------ | -------------- | ------------------ |
| Juillet 1940     | 7 septembre 1940   | Oberstleutnant | Hans Geisse        |
| Avril 1941       | Septembre 1941     | Major          | Edgar Petersen     |
| Septembre 1941   | 31 décembre 1941   | Oberstleutnant | Dr Georg Pasewaldt |
| Janvier 1942     | 1942               | Oberst         | Karl Mehnert       |
| 1942             | 1er septembre 1943 | Oberst         | Martin Vetter      |
| 2 septembre 1943 | Novembre 1944      | Oberst         | Rupprecht Heyn     |
| Novembre 1944    | Février 1945       | Oberst         | Hanns Heise        |

### I. Gruppe
Le 1./KG 40 est formé le 1er novembre 1939 à Brême équipés de bombardiers Focke-Wulf Fw 200C. Le I. et 2./KG 40 est formé le 1er mai 1940 et le 3./KG 40 le 1er juin 1940.
En septembre 1940, le 3./KG 40 devient l'Ausb.Sta./KG 40 et est reformé. En juin 1942, le 2./KG 40 et le 7./KG 40 échangent leur désignation.
Au début de janvier 1943, le 1. et 3./KG 40 font mouvement à Stalino comme KGrzbV 200 (Transports spéciaux vers Stalingrad). Les 2 Staffeln sont plus tard unifié comme le nouveau 8./KG 40. Un nouveau 1. et 3./KG 40 commencent leur formation à Fassberg sur des bombardiers Heinkel He 177 à partir de janvier 1943.
En décembre 1943, le 2./KG 40 et le 8./KG 40 échangent leur désignation.
Le I./KG 40 commence sa conversion sur les chasseurs à réactions Messerschmitt Me 262 en octobre 1944.

Le I./KG 40 est dissous le 2 février 1945.  
Gruppenkommandeure (Commandant de groupe) :
| Début             | Fin        | Grade     | Nom            |
| ----------------- | ---------- | --------- | -------------- |
| 1er novembre 1939 | Avril 1941 | Major     | Edgar Petersen |
| Avril 1941        | ?          | Hauptmann | Daser          |
| 1942              | 1942       | Hauptmann | Fritz Fliegel  |
| ?                 | ?          | ?         | ?              |

### II. Gruppe
Le 4./KG 40 est formé le 1er janvier 1941 sur des bombardiers Heinkel He 111, tandis que le reste du Gruppe est formé le 1er mai 1941 à Lunebourg équipés de Dornier Do 217 avec : 
- Stab II./KG 40 nouvellement créé
- 4./KG 40
- 5./KG 40 nouvellement créé
- 6./KG 40 nouvellement créé

En fin mai 1943, le II./KG 40 commence sa conversion sur des Messerschmitt Me 410. En juin 1943, il est renommé V./KG 2 avec :
- Stab II./KG 40 devient Stab V./KG 2
- 4./KG 40 devient 14./KG 2
- 5./KG 40 devient 15./KG 2
- 6./KG 40 devient 5./KG 2

Reformé le 25 octobre 1943 à Burg-Magdeburg à partir du I./KG 50 avec :
- Stab II./KG 40 à partir du Stab I./KG 50
- 4./KG 40 à partir du 1./KG 50
- 5./KG 40 à partir du 2./KG 50
- 6./KG 40 à partir du 3./KG 50

Puis le II./KG 40 fait mouvement vers Bordeaux-Mérignac. Il conduit des missions d'entrainement à Graz avec des missiles Henschel Hs 293.

Il commence sa conversion sur les chasseurs à réactions Messerschmitt Me 262 en octobre 1944.

Le II./KG 40 est dissous le 2 février 1945.
Gruppenkommandeure :
| Début        | Fin          | Grade     | Nom                              |
| ------------ | ------------ | --------- | -------------------------------- |
| Janvier 1941 | 7 avril 1942 | Hauptmann | Wendt Freiherr von Schlippenbach |
| 8 avril 1942 | 25 juin 1942 | Hauptmann | Waldemar Hörner zu Drewer        |
| 28 juin 1942 | 19 juin 1943 | Major     | Martin Kästner                   |
| ?            | ?            | ?         | ?                                |

### III. Gruppe
Formé le 24 mars 1941 à Brest-Lanveoc à partir du I./KG 1 avec :
- Stab III./KG 40 à partir du Stab I./KG 1
- 7./KG 40 à partir du 1./KG 1
- 8./KG 40 à partir du 2./KG 1
- 9./KG 40 à partir du 3./KG 1

De décembre 1941 à mai 1942, le III./KG 40 est converti sur des bombardiers Focke-Wulf Fw 200C, commencé avec le 7. staffel.
En juin 1942, le 7./KG 40 et le 2./KG 40 échangent leur désignation.
En février 1943, un nouveau 8./KG 40 est formé à partir du 1. et 3./KG 40. En décembre 1942, le 8./KG 40 et le 2./KG 40 échangent leur désignation.
Le III./KG 40 commence sa conversion sur les chasseurs à réactions Messerschmitt Me 262 en septembre 1944.
 En octobre 1944, le 8./KG 40 devient Transport Staffel Condor. 

Le III./KG 40 est dissous le 2 février 1945. 
Gruppenkommandeure :
| Début     | Fin            | Grade     | Nom                      |
| --------- | -------------- | --------- | ------------------------ |
| ?         | ?              | ?         | ?                        |
| Août 1941 | Septembre 1943 | Hauptmann | Robert Kowalewski        |
| ?         | ?              | ?         | ?                        |
| ?         | Février 1945   | Major     | Dr Lambert von Konschegg |

### IV. (Erg.) Gruppe
L'Ausbildungsstaffel/KG 40 est formé le 19 mars 1940 à Lunebourg à partir du 3./KG 40. Le 22 décembre 1940, il est renommé Ergänzungsstaffel/KG 28.

L'Ergänzungsstaffel/KG 40 est formé le 15 avril 1941 à Lunebourg, et le 1er septembre 1941, il devient Stab IV./KG 40 basé à Lechfeld avec :
En mars 1941, il est augmenté en effectif pour devenir Gruppe, et devient IV./KG 76 avec :
- Stab IV./KG 40 à partir du Erg.Sta./KG 40
- 10./KG 40 nouvellement créé
- 11./KG 40 nouvellement créé
- 12./KG 40 nouvellement créé

Le 20 mai 1942, le 10./KG 40 devient le 15./KG 40 et est reformé en juin 1942.
Le 17./KG 40 est formé le 17 septembre 1943 à Brandenburg-Briest (de) à partir du 4.(Erg.)/KG 50. 
Le 1er novembre 1943, le 10./KG 40 devient le 3./Erg.Zerst.Gr., et le IV./KG 40 est réorganisé avec :
- Stab IV./KG 40
- 10./KG 40 à partir du 17./KG 40
- 11./KG 40 (ancien)
- 12./KG 40 (ancien)
- 13./KG 40 nouvellement créé le 1er janvier 1944

Le 12 juillet 1944, il est renommé Ergänzungs-Kampfgruppe 177 avec :
- Stab IV./KG 40 est dissous
- 10./KG 40 devient 1./ErgKGr 177
- 11./KG 40 devient 2./ErgKGr 177
- 12./KG 40 dissous
- 12./KG 40 dissous

Reformé le 6 novembre 1944 à Neuburg à partir du Ergänzungs-Kampfgruppe 177 avec :
- Stab IV./KG 40 à partir du Stab/ErgKGr 177
- 10./KG 40 à partir du 1./ErgKGr 177
- 11./KG 40 à partir du 2./ErgKGr 177
- 12./KG 40 à partir du 3./ErgKGr 177

Le 22 janvier 1945, le IV./KG 40 est renommé II./EKG (J) avec :
- Stab IV./KG 40 devient Stab II./EKG (J)
- 10./KG 40 devient 5./EKG (J)
- 11./KG 40 devient 6./EKG (J)
- 12./KG 40 devient 7./EKG (J)

Gruppenkommandeure :
| Début           | Fin             | Grade        | Nom                          |
| --------------- | --------------- | ------------ | ---------------------------- |
| 15 avril 1941   | 31 août 1941    | Oberleutnant | Edmund Daser                 |
| Septembre 1941  | 1943            | Major        | Roman Dawczynski             |
| 1943            | 5 juillet 1943  | Hauptmann    | Albrecht Kuntze              |
| ?               | ?               | ?            | ?                            |
| 6 novembre 1944 | 22 janvier 1945 | Hauptmann    | Siegfried Freiherr von Cramm |

### V. Gruppe
Le 13./KG 40 est formé en août 1942 à Nantes sur les bombardiers Junkers Ju 88C. Le reste du Gruppe est formé en janvier 1943 à Kerlin-Bastard avec :
- Stab V./KG 40 nouvellement créé
- 13./KG 40
- 14./KG 40 nouvellement créé
- 15./KG 40 à partir du 10./KG 40

Le 5./KG 40 reste pendant son existence rattaché au Fliegerführer Atlantik,  avec des détachements à Bordeaux-Mérignac et Cognac équipés de bombardiers Junkers Ju 88C.
Le 16./KG 40 est formé en août 1943. En octobre 1943, il est renommé I./Zerstörergeschwader 1 (ZG1) avec :
- Stab V./KG 40 devient Stab I./ZG 1
- 13./KG 40 devient 1./ZG 1
- 14./KG 40 devient 2./ZG 1
- 15./KG 40 devient 3./ZG 1
- 16./KG 40 devient 9./ZG 1

Un Nachtjagdstaffel/KG 40 a existé en 1943 à Bordeaux-Mérignac (Kommando Kunkel) équipés de bombardiers Junkers Ju 88C. Il est dissous en juillet 1944.
Gruppenkommandeure :
| Début            | Fin              | Grade     | Nom              |
| ---------------- | ---------------- | --------- | ---------------- |
| 1er juillet 1942 | 3 novembre 1942  | Hauptmann | Gerhard Korthals |
| 12 novembre 1942 | 30 décembre 1942 | Hauptmann | Helmut Dargel    |
| Mars 1943        | Septembre 1943   | Major     | Alfred Hemm      |